# Otto Ernst Oppermann

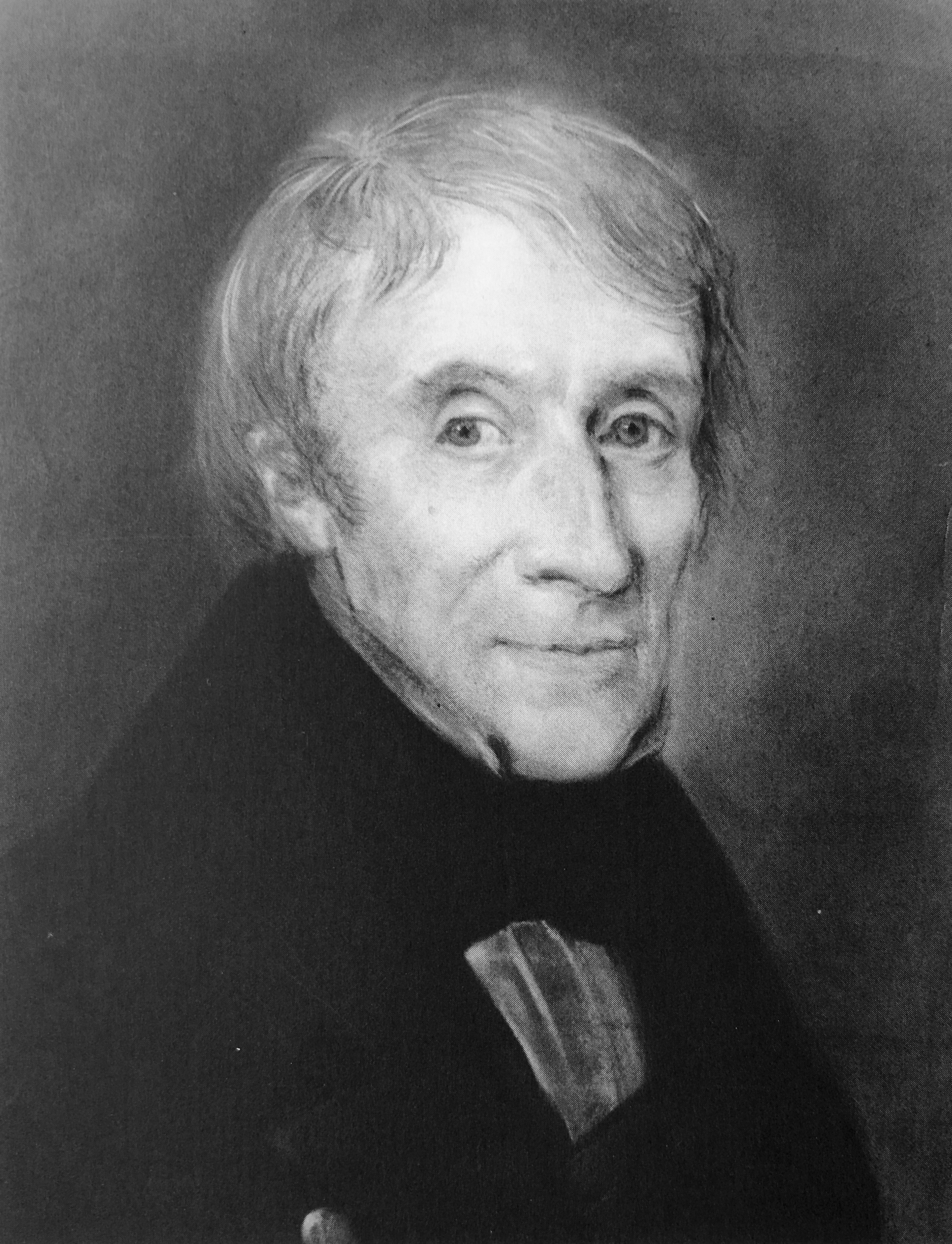
O. E. Oppermann 1827 nach einem Gemälde von B. Kunst

Otto Ernst Oppermann (* 23. März 1764 in Bodenfelde an der Weser; † 28. Dezember 1851 in Delmenhorst) war ein deutscher Arzt und Tierpräparator, später Kreisphysikus in Delmenhorst sowie Begründer dreier Museen.

## Leben und Werk
Otto Ernst Oppermann wuchs in dem Dorf Bodenfelde im Weserbergland als Sohn des Lizentiats und Chirurgus Johann Jürgen Oppermann auf. Die bürgerliche Familie gehörte seit einigen Generationen der Baderzunft an. Oppermann studierte in Marburg Medizin, wo er 1794 auch promovierte.
1793 heiratete er Martha Gertrud geb. Hornung. Aus der Ehe gingen die Söhne Georg Heinrich Wilhelm, Arnold Diedrich und Ernst Peter hervor.

### Arzt
Otto Ernst Oppermann war zunächst zwei Jahre Stadtchirurg in Karlshafen, später auch in Helmarshausen. Nach seiner Promotion am 12. Februar in Marburg kam er am 17. März 1794 nach Delmenhorst. Zuvor wurde er am 14. März auf Schloss Oldenburg von Großherzog Peter I. zum Provinzial-Medikus ernannt. 24 Jahre später wurde ihm am 3. September 1818 auf Schloss Rastede wiederum von Großherzog Peter I. das Amt des Kreisphysikus in Delmenhorst übertragen.
Oppermann war erfüllt von einem tiefen Mitgefühl mit den leidenden und besonders dabei weniger begüterten Menschen, sodass er die Armen nicht nur unentgeltlich behandelte, sondern ihnen, wenn nötig, noch mitbrachte, was zur Linderung der Not dienen konnte. Nicht selten kam er deshalb mit seiner Frau Martha in Konflikt, weil er vor dem Besuch eines armen Patienten ihren Zucker- und Kaffeevorrat zu revidieren pflegte.

### Tierpräparator
Eines Tages wurde er als Arzt zu einem Patienten im Stedingerland gerufen. Er fand ihn mit dem Ausstopfen eines Vogels beschäftigt, dessen Balg er zu diesem Zweck mit Heide und Tabak füllte. Sein lebhafter Schönheitssinn nahm sofort Anstand an einem solchen Verfahren, welches von vornherein jede weitere plastische Durchbildung der Figur und Haltung des Vogels ausschloß. Hierdurch erhielt er den für die ausgedehnte und großartige Nebenbeschäftigung seines Lebens bedeutsamen Impuls, nun seinerseits über eine andere Methode des Ausstopfens nachzudenken und ein Präparationsverfahren ausfindig zu machen, welches es ermöglichte, dem Vogel nicht allein die natürliche Form, sondern auch zugleich eine feste und dabei bildsame Aufstellung zu geben. Das Resultat seiner dazu angestellten vielfältigen Versuche war die genaue Nachbildung eines dem Vogelkörper in Größe u. Form ganz gleichen Körpers aus leichtem weißen Torf mit höchst zweckmäßig eingeführten Dräten für Hals beziehungsweise Kopf und Beine. Ein Verfahren, das sich in jeder Hinsicht bewährte und bis auf den heutigen Tag das allgemein angewendete geworden ist.
Über das von ihm erfundene Verfahren schrieb er ein umfangreiches Werk, das im Jahre 1835 von Joh. Hinr. Rieck in Delmenhorst gedruckt wurde unter dem Titel: „über kunstgemäßes Ausstopfen der Thiere, besonders der Vögel, oder naturgetreues Nachbilden der Vögel, mittelst ihrer abgezogenen Häute, durch eine dazu neu ermittelte Methode und Verfahrungsweise, erläutert durch Zeichnungen zum Unterricht für Liebhaber dieser Kunstarbeit.“. In diesem Werk, das ein Zeugnis über den hohen Grad seiner Kunst und seines mit seltener Beobachtungsgabe gepaarten Kunstsinnes ablegt, hat er seine reichen Erfahrungen niedergelegt.

### Museumsgründungen

#### Bremen
Bereits zur Zeit der französischen Fremdherrschaft 1806–1814 war Oppermanns erste Sammlung an ausgestopften Vögeln so groß und so wertvoll geworden, dass er sie in dem kleinen Städtchen Delmenhorst kriegerischen Zufälligkeiten und Gefahren nicht ausgesetzt sehen mochte. Er entschloss sich deshalb auf Anraten mehrerer Bremer Freunde, sie nach Bremen bringen zu lassen und sie zur Deckung der Kosten dort als etwas ganz Neues für Geld zu zeigen. Diese Ausstellung veranlasste die Stadt später, die ganze Sammlung anzukaufen, um mit ihr den Grund zu einem städtischen Museum zu legen. Diese Museum ist mittlerweile in das Übersee-Museum übergegangen.

#### Oldenburg
Sammel- und Arbeitseifer Oppermanns führten dazu, dass er bald wieder eine beachtliche Anzahl präparierter Tiere besaß. Am 25. Juni 1835 kaufte Alexander von Rennenkampff im Auftrag des Großherzogs diese Sammlung von 9.800 präparierten Insekten, 490 Vögeln sowie 26 kleineren einheimischen Säugetieren. Großherzog Paul Friedrich August von Oldenburg, dem diese Sammlung immerhin 3.000 Reichstaler in Gold wert war, legte hiermit den Grundstein für eines der ältesten Museen Deutschlands – damals die sogenannten Bollmann'schen Stuben – heute das Landesmuseums für Natur und Mensch in Oldenburg (Oldenburg).

#### Lehe
Auch nach dem zweiten Verkauf gönnte Oppermann sich keine Ruhe, sodass er seinem Sohn Ernst Peter, Amtmann in Landwürden, eine dritte Sammlung vererbte. Dieser war ebenfalls in der Kunst des Ausstopfens sehr geübt und ergänzte die Sammlung mit eigenen Exemplaren. Im hohen Alter wurde ihm die Arbeit allerdings zu mühsam und er verkaufte die vereinigte Sammlung nach Lehe, bei Bremerhaven, wo sie den Grundstock für ein zu gründendes Schulmuseum bildete.

### Tiergarten
Der in Delmenhorst gelegene Tiergarten, mit altehrwürdigen Eichen und Buchen wurde nach den Plänen Otto Ernst Oppermanns, nachdem er dazu von der großherzoglichen Regierung die Genehmigung erwirkt hatte, im Jahre 1796 mit Wegen und Promenaden versehen und so den Einwohnern von Delmenhorst als „Lustholz“ zugänglich gemacht.

### Tiergarten-Gesellschaft
1840 gründete Otto Ernst Oppermann die Tiergarten-Gesellschaft, aus der sich später der Verkehrs- und Verschönerungsverein und schließlich der Delmenhorster Heimatverein entwickelte.

### Schriften
- Natura Criseos Morborum. Dissertation Marburg 1794
- Ueber das Zahnen der Kinder. Oldenburgische Blätter. Nro. 32., 03.11.1817 sowie Nro. 34., 17.11.1817.
- über kunstgemäßes Ausstopfen der Thiere, besonders der Vögel, oder naturgetreues Nachbilden der Vögel, .... Delmenhorst 1835.